# جي. آي. جو: ظهور الكوبرا (فلم)
جى آي جو: ظهور الكوبرا (بالإنجليزية: G.I. Joe: The Rise of Cobra) هو فيلم حركة تم إنتاجه في الولايات المتحدة سنة 2009 . الفيلم من إخراج ستيفن سوميرز وكتابة ستيفن سوميرز وستيوارت باتيه ومايكل جوردان ، وهذا الفيلم من بطولة أديوال أجينوي-أجبايي وكريستوفر اليكستون وجوزيف غوردون-ليفيت.

## قصة الفيلم
تدور أحداث الفيلم في إطار مليء بالأكشن، حول فريق جي. آي. جو بعد أن تم تفكيكه بأمر من رئيس الولايات المتحدة شخصيا، يعود الفريق مرة أخرى لكن دون غطاء رسمي، لإنقاذ العالم من خطر بعض العصابات... وتتوالى الأحداث

## الممثلون والشخصيات
- أديوال أجينوي-أجبايي
- كريستوفر أليكستون (بدور: جايمس ماك كولين)
- جوزيف غوردون-ليفيت (بدور: ريكس لويس)
- برندان فريزر
- سعيد التغماوي

## الميزانية والإيرادات
بلغت تكلفة إنتاج الفيلم حوالي 175 مليون دولار بينما حقق أرباحا تقدر بـ 302,469,017 دولار.

## وصلات خارجية
- مقالات تستعمل روابط فنية بلا صلة مع ويكي بيانات